# Templo de Confúcio (Changhua)

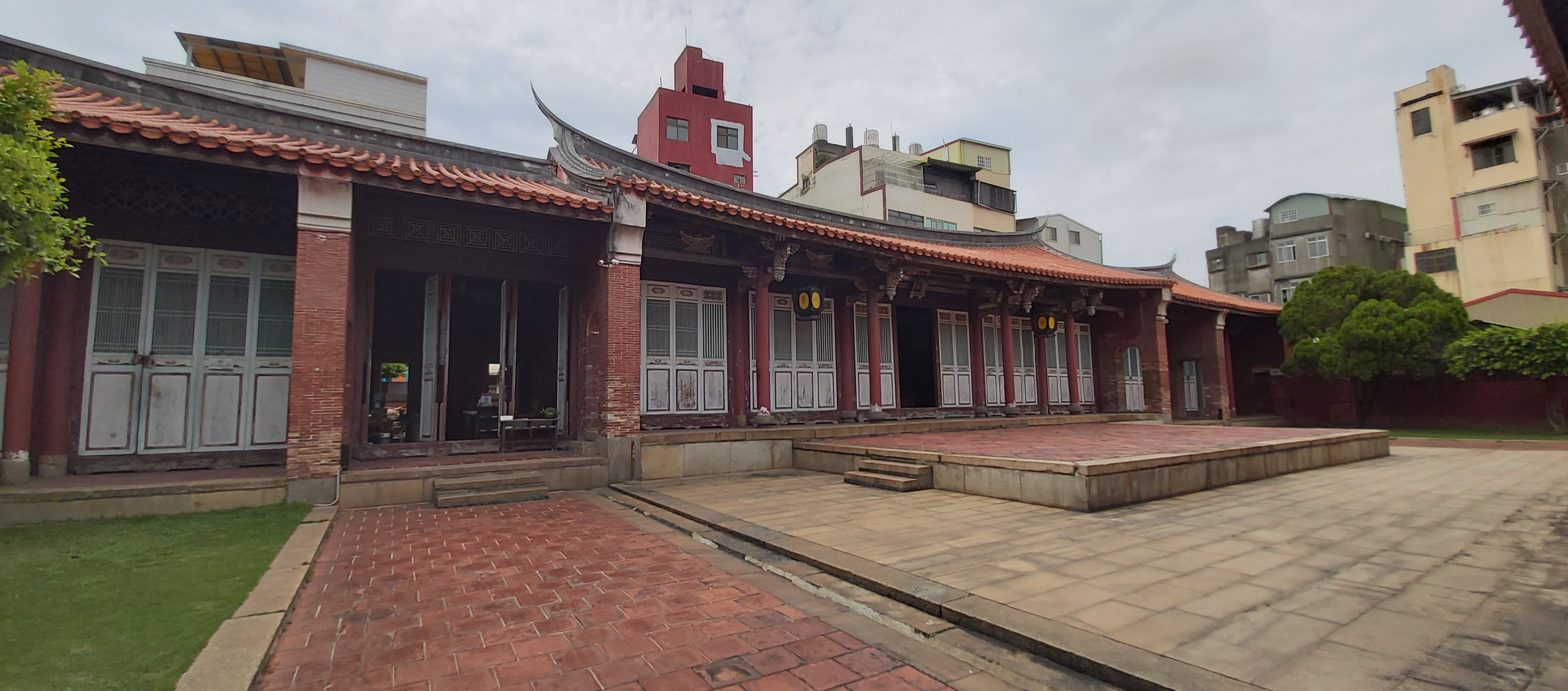
Templo de Confúcio em Changhua.

O Templo de Confúcio é um templo confucionista em Changhua, em Taiwan.